# 燕尾烏賊
燕尾烏賊（学名：Sepia hirunda）为烏賊科烏賊屬下的一个种。

## 扩展阅读
- 維基物種上的相關：燕尾烏賊